# Свистула, Пётр Николаевич
Пётр Николаевич Свистула (29 июня 1924 ― 6 января 2011) ― советский и российский хозяйственный и общественный деятель, участник трудового фронта Великой Отечественной войны, почётный гражданин города Новокузнецка (2003).

## Биография
Родился 29 июня 1924 года в деревне Овсянниково Ельцовского района Алтайского края. В 1941 году с началом Великой Отечественной войны начал свою трудовую деятельность. С 1941 по 1946 годы работал на Мундыбашской агломерационной фабрике контролером, слесарем, машинистом эксгаустера.
В 1946 году успешно сдал экзамены и поступил обучаться в Новокузнецкий государственный педагогический институт, завершил обучение в 1950 году, получил специальность «Учитель русского языка и литературы». Обучаясь на последнем курсе института, в 1949 году, стал работать учителем русского языка и литературы в школе №92 города Новокузнецка. 10 лет проработал в этом учебном заведении, трудился и завучем, а затем был назначен директором.
В 1959 году ему доверили возглавить отдел народного образования Куйбышевского райисполкома. В 1960 году был избран секретарем Куйбышевского райкома КПСС. В июле 1963 года назначен на должность заведующего идеологическим отделом Новокузнецкого городского комитета КПСС.
В октябре 1964 года Пётр Николаевич избирается заместителем председателя городского Совета народных депутатов. 21 год он отработал на этой ответственной должности, осуществлял руководство учреждениями здравоохранения, просвещения, культуры, физкультуры и спорта. Во время его руководства были построены многие социальные объекты, дома культуры, здание цирка, музей искусств, библиотека имени Гоголя и другие. 
С 1959 года Свистула постоянно избирался депутатом районного и городского Советов народных депутатов. Активно занимался общественной деятельностью.
24 июня 2003 года решением депутатов городского Собрания удостоен звания Почётный гражданин города Новокузнецка.
Проживал в городе Новокузнецке. Умер 6 января 2011 года.

## Награды и звания
- Орден Знак Почёта
- Медаль «В ознаменование 100-летия со дня рождения Владимира Ильича Ленина»
- другими медалями
- Ветеран труда
- «Отличник народного просвещения РСФСР»,
- «Отличник народного здравоохранения РСФСР»
- Почётный гражданин города Новокузнецка (2003)